# Katedrála svatého Jiří (Addis Abeba)
Katedrála svatého Jiří je ortodoxní katedrála v Addis Abebě, hlavním městě Etiopie. Architektonicky unikátní je díky svému osmistěnnému půdorysu. Nachází se na severním konci addisabebské Churchillovy ulice.

## Dějiny
Katedrála byla postavena na příkaz etiopského císaře Menelika II. Navržena byla řeckým architektem Orfanidem a postavena Italem Sebastianem Castagnou; samotnou stavbu pomáhali stavět italští váleční zajatci, zajatí po bitvě u Adwy roku 1896. Dokončena byla roku 1911 a podíleli se na ní také arménští, indičtí a řečtí umělci. Budova měla původně kruhový půdorys, svůj polygonální osmiboký tvar získala až později. Zasvěcena byla svatému Jiří, etiopskému patronovi, jehož tabot Etiopané nesli do bitvy u Adwy, která jim zajistila vítězství v první italsko-etiopské válce. Roku 1938 byla budova popsána v italské turistické publikaci jako příklad evropské interpretace designu etiopských kostelů. Roku 1916 zde byla korunována císařovna Zauditu a roku 1930 i Haile Selassie I. Během italské okupace byla katedrála zničena. Obnovena tak mohla být císařem Haile Selassiem až po osvobození země roku 1941.
V severní části katedrály se nachází muzeum. K vidění je v něm etiopský císařský trůn, korunovační hávy císařovny Zauditu a císaře Haile Selassieho, či také zbraně etiopské armády z bitvy u Adwy, meče, trojzubce, či obrovské helmy vyrobené ze lvích hlav. V na výzdobě katedrály se také podílel slavný etiopský umělec Afewerk Tekle. Katedrála je přístupná turistům zdarma. Díky korunovaci Haile Selassieho se katedrála také poutním místem rastafariánů.